# La Mare de Déu del Roser de Puigdolena
La Mare de Déu del Roser de Puigdolena és la capella de l'antic sanatori antituberculós de Puigdolena, del terme municipal de Sant Quirze Safaja, a la comarca del Moianès.
És a la part central del terme, a llevant del poble de Sant Quirze Safaja, als peus -sud- del Puig d'Olena.
De fet, es tracta de dues capelles diferents, en el mateix recinte i amb la mateixa advocació: una capella i un oratori, més petit que la capella. El col·legi de Puigolena estava regit per les Germanes Dominiques de l'Anunciata. Aquest mateix orde tenia encara una tercera capella propera, a la Rovireta, també dedicada a la Mare de Déu del Roser.